# Interstate 80
Interstate 80 (afgekort I-80) is met meer dan 4600 km de op twee na langste Interstate Highway in de Verenigde Staten. De snelweg verbindt San Francisco met Teaneck, een voorstad van New York. De weg volgt het spoor van verschillende historische routes in het westen van de Verenigde Staten: de Lincoln Highway, California Trail, Oregon Trail en de Transcontinental Railroad. Tussen Chicago en Youngstown, moet er tol worden betaald. 
Het westelijk deel van de snelweg, tot de kruising met de Interstate 25 bij Cheyenne in Wyoming, wordt ook aangeduid als de Dwight D. Eisenhower Highway.

## Lengte

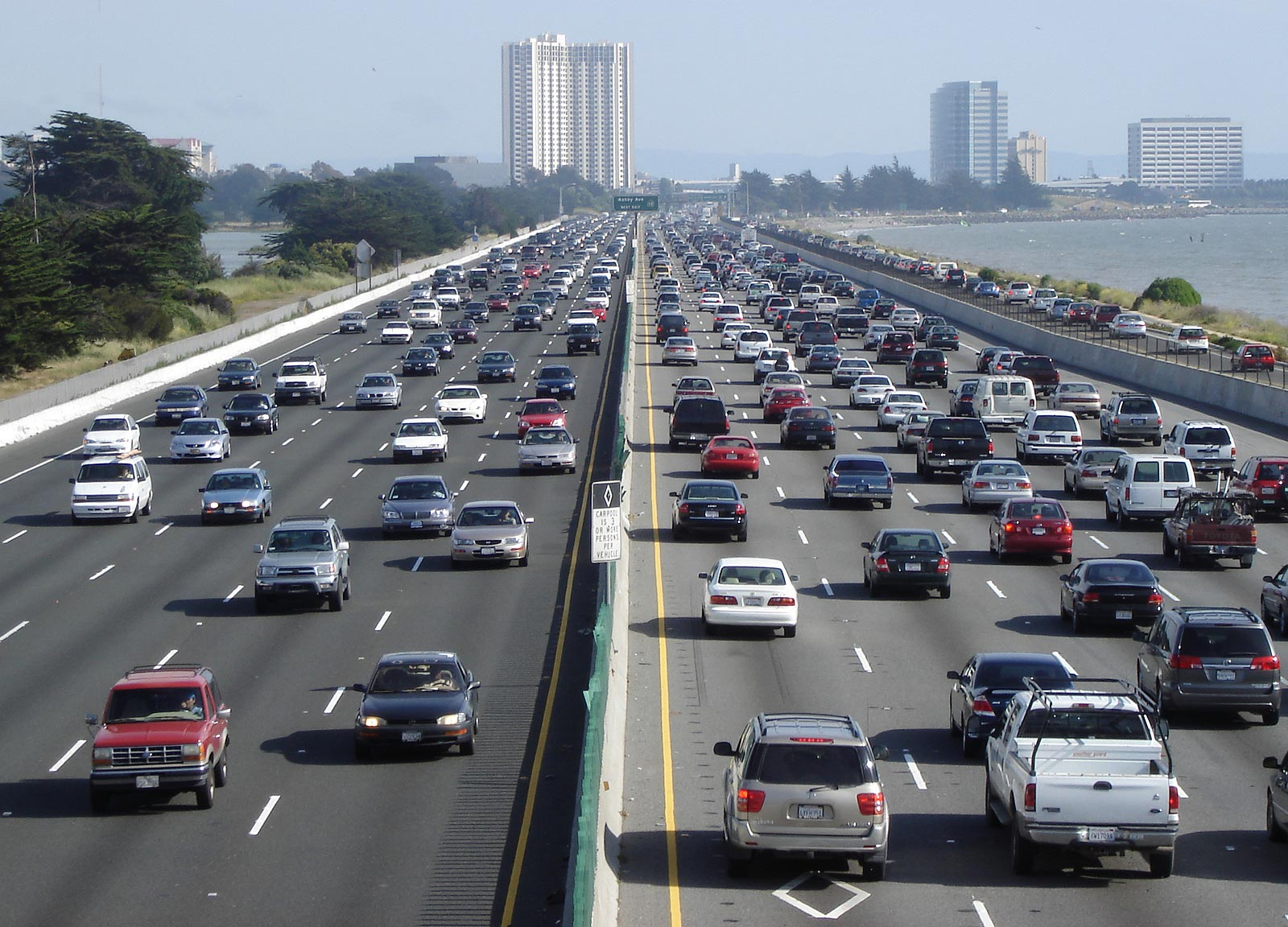
Interstate 80 bij Berkeley

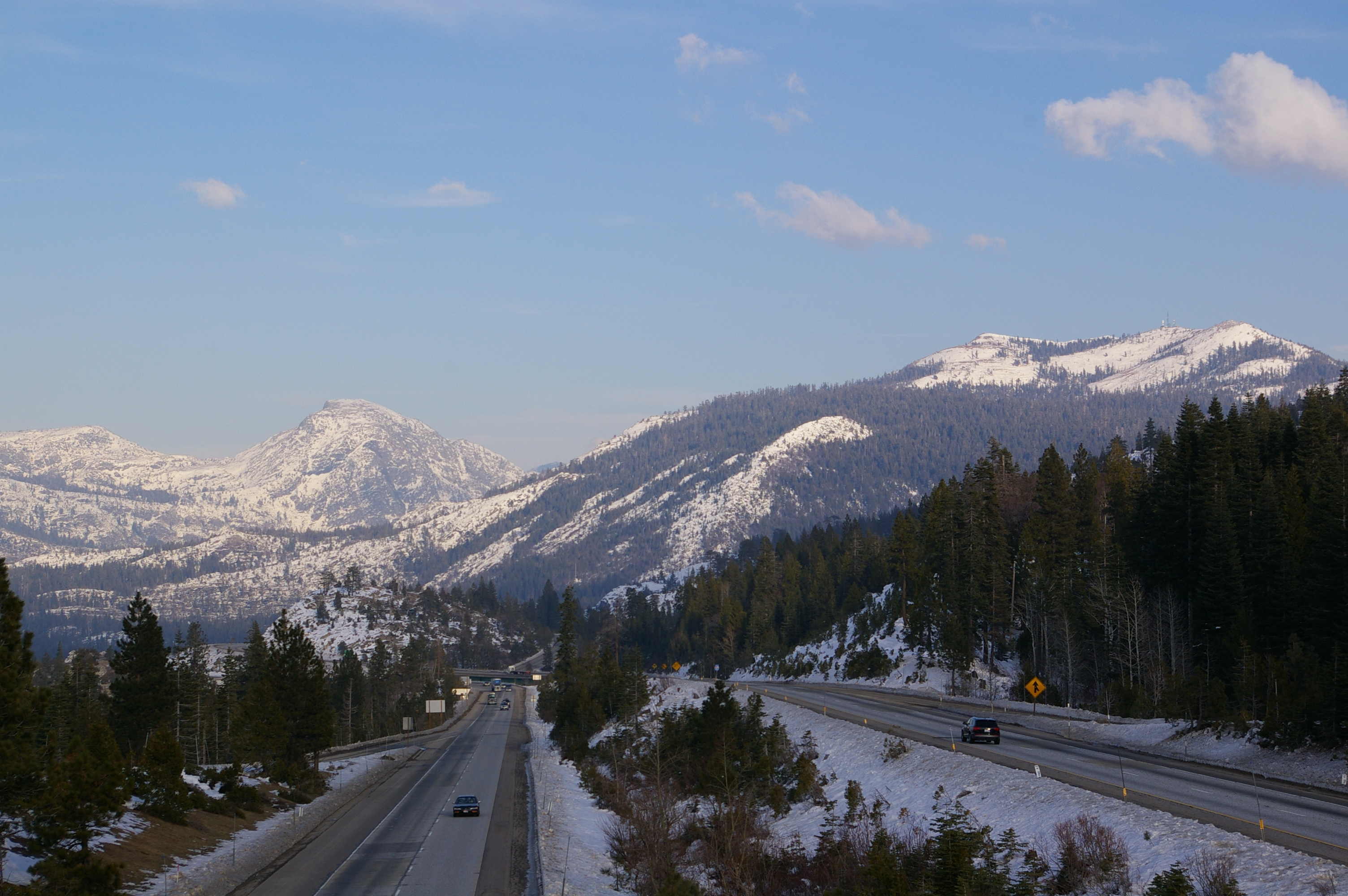
Interstate 80 in de Sierra Nevada

| Staat        | km      | mijl    |
| ------------ | ------- | ------- |
| Californië   | 320,65  | 199,24  |
| Nevada       | 660,91  | 410,67  |
| Utah         | 315,98  | 196,34  |
| Wyoming      | 648,18  | 420,76  |
| Nebraska     | 732,77  | 455,32  |
| Iowa         | 492,48  | 306,01  |
| Illinois     | 253,16  | 163,52  |
| Indiana      | 243,91  | 151,56  |
| Ohio         | 382,19  | 237,48  |
| Pennsylvania | 500,62  | 311,07  |
| New Jersey   | 110,30  | 68,54   |
|              |         |         |
| Totaal       | 4671,13 | 2902,51 |

## Belangrijke steden aan de I-80
San Francisco - Oakland - Sacramento - Salt Lake City - Cheyenne - Omaha - Des Moines - Chicago - Toledo - Cleveland - New York (via I-95)